# Jeanne de Lalaing
Jeanne de Lalaing, morte le 10 avril 1467 à Avesnes-sur-Helpe, dame de Quiévrain, est une noble française, comtesse de Penthièvre par son mariage.
Elle épouse en 1428 Olivier de Blois, comte de Penthièvre, fils de Jean Ier de Blois-Châtillon et de Marguerite de Clisson et petit-fils de Charles de Blois et de la duchesse Jeanne de Penthièvre.
Les Penthièvre ont perdu en 1365 le duché de Bretagne, attribué par le roi à la branche de Dreux-Montfort. Le duc Jean V de Bretagne a fait la paix avec la famille de Penthièvre, dont Olivier de Blois, mais ceux-ci n'ont pas renoncé à régner sur la Bretagne. Invité à une fête à Champtoceaux en 1420, le duc Jean V s'y rend, mais il est arrêté sur l'ordre de Marguerite de Clisson (comtesse douairière de Penthièvre et mère d'Olivier de Blois), puis détenu et menacé de mort. Grâce l'action de sa femme la duchesse Jeanne de France et des barons bretons, le duc recouvre sa liberté. Poursuivi par ses ennemis, Olivier de Blois se retire dans sa vicomté de Limoges et de là espère gagner le Hainaut, mais il est arrêté en route par le marquis de Bade et n'est libéré qu'après avoir payé une rançon de 30 000 écus d'or ; il arrive ainsi sur ses terres d'Avesnes-sur-Helpe.
Jeanne de Lalaing meurt le 10 avril 1467. Elle est enterrée auprès de son mari Olivier de Blois (mort en 1433) dans la Collégiale Saint-Nicolas d'Avesnes-sur-Helpe, sous un mausolée. Le couple a eu un fils et deux filles.